# Лапина ясенелистная
Лапи́на ясенели́стная (лат. Pterocarya fraxinifolia) или лапи́на крылопло́дная — вид деревянистых растений рода Лапина (Pterocarya) семейства Ореховые (Juglandaceae), распространённый на Кавказе и в Западной Азии: России (Краснодарский край, Дагестан), Абхазии, Грузии, Турции (северо-восток), Азербайджане и Иране (гирканское побережье).

## Ботаническое описание
Листопадное дерево, до 30-35 м высотой. Ствол тёмно-серый, продольно слабо трещиноватый. Кора ветвей серая, гладкая, с мелкими буграми. Листья очерёдные, обычно непарноперистосложные.
Растение однодомное, однополые цветки собраны в тычиночные и пестичные серёжки. Плоды — двукрылатые орехообразные костянки; околоплодник нераскрывающийся, неправильно кубаревидный.

## Экология

Лес в долине Лопоты у деревни Лапанкури

Растёт во влажных лесах низменностей и речных долин, избегая болот. Реже встречается в мезофитных и влажных лесах предгорий. Формирует леса с собственным преобладанием. Содоминирует в некоторых ассоциациях ольхе чёрной (бородатой). Входит в состав тополёвых лесов, образованных тополем каспийским (Populus caspica), предгорных дубово-грабовых лесов (дуб каштанолистный + граб обыкновенный) и ольшаников (ольха сердцелистная). Лапине сопутствуют многие виды растений: ясень высокий, вяз малый, дзельква граболистная, парротия персидская, гледичия каспийская, инжир и клён бархатистый. 
Деревья служат опорой для крупных лиан: сассапариля высокого, плюща Пастухова и винограда лесного.
Под лесным пологом распространены небольшие деревья и кустарники, такие как алыча и боярышник мелколистный. В меньших количествах присутствуют хурма кавказская, падуб (Ilex spinigera) и кизил кроваво-красный. Иногда попадается крушина ломкая. Подрост грецкого ореха и шелковица чёрная зафиксированы в колхидских лесах, тогда как в гирканских лесах натурализовалась шелковица белая. Подлесок богат видами малины, одним из которых является ежевика сизая. 
Разнообразны травянистые соседи данного вида лапины. Диагностическими видами ассоциаций и союзов являются: осока сухощавая, многоножка обыкновенная, остянка курчаволистная, щавель кроваво-красный, сердечник нежный, аронник пятнистый и мята водная. Некоторые другие травы, например костенец сколопендровый и цикламен кавказский, к характерным растениям низменных и долинных лесов не относятся, но занесены в их флористические списки.

## Охрана
Вид включён в Красные книги Азербайджана, России и некоторых субъектов России: Республики Дагестан (охраняется в Самурском заказнике) и Краснодарского края (охраняется в Сочинском национальном парке).

## Синонимы
- Juglans fraxinifolia Lam. (1798)basionym
- Juglans pterocarpa Michx. (1803)
- Pterocarya caucasica C.A.Mey. (1831) — Лапина кавказская
- Pterocarya fraxinifolia (Lam.) C.Koch (1869), nom. superfl.
- Pterocarya pterocarpa (Michx.) Delchev. (1881) — Лапина крылоплодная
- Pterocarya pterocarpa (Michx.) Kunth ex Dippel (1892), nom. inval.
- Pterocarya pterocarpa (Michx.) Kunth ex Iljinsk. (1953), isonym
- Pterocarya spachiana Lavallée (1877)
- Rhus obscura M.Bieb. (1808)
- Wallia fraxinifolia (Lam.) Alef. (1861)